# Genista numidica
Genista numidica är en ärtväxtart som beskrevs av Édouard Spach. Genista numidica ingår i släktet ginster, och familjen ärtväxter.

## Underarter
Arten delas in i följande underarter:
- G. n. filiramea
- G. n. ischnoclada
- G. n. numidica
- G. n. sarotes